# 馬祥
馬祥（1441年—？），字文瑞，陝西西安府同州人，匠籍，明朝政治人物。

## 生平
陝西鄉試第三十六名舉人。成化十七年（1481年）中式辛丑科會試第二百二十七名，三甲第一百八十九名進士。

## 家族
曾祖馬克忠；祖父馬參；父馬英，母董氏。